# Аутохтони народи у Бразилу
Аутохтони народи у Бразилу или староседеоци Бразилци некада су чинили око 2000 племена и нација које су насељавале садашњу земљу Бразил, пре него што су Европљани дошли око 1500. године. Кристифор Колумбо је мислио да је стигао до Источне Индије, али је Португалац Васко да Гама већ стигао до Индије путем Индијског океана, када је Бразил колонизован од стране Португала.
У време европског контакта, неки од староседелаца били су традиционално полуномадска племена која су се издржавала од лова, риболова, сакупљања и мигрантске пољопривреде. Многа племена су претрпела изумирање као последицу европског насељавања и многа су асимилована у бразилско становништво.
Домородачко становништво је десетковано европским болестима, пало је са претколумбовског максимума од 2 до 3 милиона на око 300.000 1997. године, распоређених међу 200 племена. До ИБГЕ пописа из 2010. године, 817.000 Бразилаца се класификовало као староседеоци, исти попис је регистровао 274 аутохтона језика 304 различите аутохтоне етничке групе.
Дана 18. јануара 2007, ФУНАИ је известио о 67 преосталих племена без контакта у Бразилу, у односу на 40 познатих 2005. Са овим додатком Бразил је прошао Нову Гвинеју, поставши земља са највећим бројем неконтактираних народа на свету.

## Народи
- Аманаје
- Анамбе
- Аравете
- Асурини до Шингу
- Гуважа